# Walter Migula
Walter Emil Friedrich August Migula, né le 4 novembre 1863 à Zyrowa (province de Silésie, dans l'arrondissement de Groß Strehlitz (de)), dans le royaume de Prusse, mort le 23 juin 1938 à Eisenach, est un botaniste allemand.

## Biographie
Diplômé de l'université de Breslau, où il obtint son doctorat en 1888, il enseigne à l'université de Karlsruhe à partir de 1893, en tant que professeur vacataire. Puis, de 1904 à 1915, il enseigne à l'École forestière d'Eisenach, comme professeur titulaire.
Aux côtés de publications de travaux scientifiques concernant les cryptogames et les bactéries, il vulgarisa également la biologie végétale et collabora à la seconde édition de Flora von Deutschland, Österreich und der Schweiz (1903) d'Otto Wilhelm Thomé (1840-1925).

## Quelques publications
- Morphologie, Anatomie und Physiologie der Pflanzen - 2., verb. Aufl. - Leipzig : Goeschen, 1906